# 何纯渤
何纯渤（1914年3月1日—2007年6月22日），曾用名何萍，男，满族，辽宁凤城人，中国电力专家。曾任中国电机工程学会理事，中国高科技产业化研究会顾问。